# Hugo Award

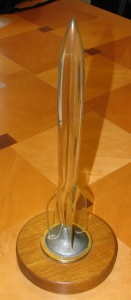
Hugo Award

De Hugo Award is een prijs die sinds 1953 elk jaar uitgereikt wordt voor de beste sciencefiction- of fantasyverhalen van het afgelopen jaar. De prijs wordt uitgereikt tijdens de World Science Fiction Convention (Worldcon) en gekozen door haar leden. De prijs wordt beheerd door de World Science Fiction Society. Deze prestigieuze prijs is vernoemd naar Hugo Gernsback, een SF-pionier, die het tijdschrift Amazing Stories oprichtte en wel de 'vader van de SF-magazines' wordt genoemd.

## Opzet
Oorspronkelijk heette de prijs de Annual Science Fiction Achievement Award met als (beter bekende, kortere) bijnaam de Hugo Award. Sinds 1993 is die bijnaam verheven tot officiële aanduiding. De prijs is volgens het reglement zowel voor SF- als fantasyverhalen, maar in de praktijk was een SF-werk tot 2001 zo goed als altijd de winnaar. Daarom rezen er klachten toen in 2001 de Hugo voor beste roman naar Harry Potter and the Goblet of Fire (Harry Potter en de Vuurbeker) ging, een fantasyroman gericht op jongeren. Sindsdien hebben in 2002, 2004 en 2005 fantasywerken de prijs gekregen.
Naast de verhalen worden er prijzen voor gerelateerde prestaties zoals sciencefictionkunst vergeven. De prijscategorieën zijn in de loop van de jaren veranderd, omdat het fenomeen sciencefiction zelf een aanzienlijke evolutie heeft doorgemaakt. SF-fans stemmen op genomineerde kandidaten en de prijzen worden uitgereikt tijdens de jaarlijkse World Science Fiction Convention (Worldcon).
In 2021 werd een extra categorie, videogames, toegevoegd. Hades (videospel) won dat jaar in die categorie. 

## Categorie beste roman
- 2024: Some Desperate Glory door Emily Tesh
- 2023: Nettle & Bone door Ursula Vernon (als  T. Kingfisher)
- 2022: A Desolation Called Peace door Arkady Martine
- 2021: Network Effect door Martha Wells
- 2020: A Memory Called Empire door Arkady Martine
- 2019: The Calculating Stars door Mary Robinette Kowal
- 2018: The Stone Sky door Nora K. Jemisin
- 2017: The Obelisk Gate door Nora K. Jemisin
- 2016: The Fifth Season door Nora K. Jemisin
- 2015: Three-Body Problem door Cixin Liu (nl: Het drielichamenprobleem)
- 2014: Ancillary Justice door Ann Leckie
- 2013:  Redshirts: A Novel with Three Codas (parodie op Star Trek) door John Scalzi
- 2012: Among Others door Jo Walton
- 2011: Blackout/All Clear door Connie Willis
- 2010: The Windup Girl door Paolo Bacigalupi ex aequo met
- 2010: The City & the City door China Miéville
- 2009: The Graveyard Book door Neil Gaiman (nl: Het Kerkhof)
- 2008: The Yiddish Policemen's Union door Michael Chabon (nl: De Jiddische politiebond)
- 2007: Rainbows End door Vernor Vinge
- 2006: Spin door Robert Charles Wilson
- 2005: Jonathan Strange & Mr Norrell door Susanna Clarke (nl: Jonathan Strange & Mr Norrell)
- 2004: Paladin of Souls door Lois McMaster Bujold
- 2003: Hominids door Robert J. Sawyer
- 2002: American Gods door Neil Gaiman (nl: Amerikaanse Goden)
- 2001: Harry Potter and the Goblet of Fire door J.K. Rowling (nl: Harry Potter en de Vuurbeker (Harry Potter, #4))
- 2000: A Deepness in the Sky door Vernor Vinge (nl: De Krochten van het Heelal)
- 1999: To Say Nothing of the Dog door Connie Willis
- 1998: Forever Peace door Joe Haldeman
- 1997: Blue Mars door Kim Stanley Robinson
- 1996: The Diamond Age door Neal Stephenson (nl: De Alchemist)
- 1995: Mirror Dance door Lois McMaster Bujold
- 1994: Green Mars door Kim Stanley Robinson
- 1993: A Fire Upon the Deep door Vernor Vinge
- 1993: Doomsday Book door Connie Willis(nl: Dagen des oordeels)
- 1992: Barrayar door Lois McMaster Bujold (nl: De Planeet Barrayar)
- 1991: The Vor Game door Lois McMaster Bujold
- 1990: Hyperion door Dan Simmons (nl: Hyperion)
- 1989: Cyteen door C. J. Cherryh
- 1988: The Uplift War door David Brin
- 1987: Speaker for the Dead door Orson Scott Card (nl: Spreker voor de doden (Ender, #2))
- 1986: Ender's Game door Orson Scott Card  (nl: Ender's Game (Ender, #1))
- 1985: Neuromancer door William Gibson (nl: Zenumagiër)
- 1984: Startide Rising door David Brin (nl: Strijd tussen de Sterren (De Uplift Saga, #2))
- 1983: Foundation's Edge door Isaac Asimov (nl: Hoeksteen van de foundation - Gaia (Foundation, #4))
- 1982: Downbelow Station door C. J. Cherryh
- 1981: The Snow Queen door Joan D. Vinge
- 1980: The Fountains of Paradise door Arthur C. Clarke (nl: De fonteinen van het paradijs)
- 1979: Dreamsnake door Vonda N. McIntyre (nl: Droom Slang)
- 1978: Gateway door Frederik Pohl  (nl: Gateway (Heechee serie, #1))
- 1977: Where Late the Sweet Birds Sang door Kate Wilhelm
- 1976: The Forever War door Joe Haldeman (nl: De Eeuwige Oorlog)
- 1975: The Dispossessed door Ursula K. Le Guin (nl: De Ontheemde)
- 1974: Rendezvous with Rama door Arthur C. Clarke (nl: Rendezvous with Rama)
- 1973: The Gods Themselves door Isaac Asimov (nl: Zelfs de goden)
- 1972: To Your Scattered Bodies Go door Philip José Farmer (nl: De rivierplaneet)
- 1971: Ringworld door Larry Niven (nl: Ringwereld)
- 1970: The Left Hand of Darkness door Ursula K. Le Guin (nl: Duisters linkerhand)
- 1969: Stand on Zanzibar door John Brunner (nl: Iedereen op Zanzibar)
- 1968: Lord of Light door Roger Zelazny (nl: Heer van het Licht)
- 1967: The Moon Is a Harsh Mistress door Robert A. Heinlein (nl: De maan in opstand)
- 1966: Dune door Frank Herbert (nl: Duin)
- 1966: ...And Call Me Conrad (boektitel: This Immortal) door Roger Zelazny (nl: Noem me maar Conrad)
- 1965: The Wanderer door Fritz Leiber (nl: De Zwerver)
- 1964: Here Gather the Stars (boektitel: Way Station) door Clifford D. Simak (nl: Ruimtestation op Aarde)
- 1963: The Man in the High Castle door Philip K. Dick (nl: Laarzen in de nacht)
- 1962: Stranger in a Strange Land door Robert A. Heinlein (nl: Vreemdeling in een vreemd land)
- 1961: A Canticle for Leibowitz door Walter M. Miller (nl: Loflied voor Leibowitz)
- 1960: Starship Troopers door Robert A. Heinlein (nl: Troepen voor de sterren)
- 1959: A Case of Conscience door James Blish (nl: De goddeloze tuin van Eden)
- 1958: The Big Time door Fritz Leiber
- 1956: Double Star door Robert A. Heinlein (nl: Dubbelster)
- 1955: They'd Rather Be Right door Mark Clifton en Frank Riley
- 1953: The Demolished Man door Alfred Bester (nl: De Grote Onttakeling)

- 1954: Fahrenheit 451 door Ray Bradbury (retroactief toegekend in 2004) (nl: Fahrenheit 451)
- 1951: Farmer in the Sky door Robert A. Heinlein (retroactief toegekend in 2001)
- 1946: The Mule door Isaac Asimov (retroactief toegekend in 1996)

## Categorie beste novelle
- 2023: Where the Drowned Girls Go door Seanan McGuire
- 2022: A Psalm for the Wild-Built door Becky Chambers
- 2021: The Empress of Salt and Fortune door Nghi Vo
- 2020: This Is How You Lose the Time War door Amal El-Mohtar en Max Gladstone
- 2019: Artificial Condition door Martha Wells
- 2018: All Systems Red door Martha Wells
- 2017: Every Heart a Doorway door Seanan McGuire
- 2016: Binti door Nnedi Okorafor
- 2015: Geen winnaar
- 2014: Equoid door Charles Stross
- 2013: The Emperor's Soul door Brandon Sanderson
- 2012: The Man Who Bridged the Mist door Kij Johnson
- 2011: The Lifecycle of Software Objects door Ted Chiang
- 2010: Palimpsest door Charles Stross
- 2009: The Erdmann Nexus door Nancy Kress
- 2008: All Seated on the Ground door Connie Willis
- 2007: A Billion Eves door Robert Reed
- 2006: Inside Job door Connie Willis
- 2005: The Concrete Jungle door Charles Stross
- 2004: The Cookie Monster door Vernor Vinge
- 2003: Coraline door Neil Gaiman
- 2002: Fast Times at Fairmont High door Vernor Vinge
- 2001: The Ultimate Earth door Jack Williamson
- 2000: The Winds of Marble Arch door Connie Willis
- 1999: Oceanic door Greg Egan
- 1998: ?Where Angels Fear to Tread door Allen Steele
- 1997: Blood of the Dragon door George R.R. Martin
- 1996: The Death of Captain Future door Allen Steele
- 1995: Seven Views of Olduvai Gorge door Mike Resnick
- 1994: Down in the Bottomlands door Harry Turtledove
- 1993: Barnacle Bill the Spacer door Lucius Shepard
- 1992: Beggars in Spain door Nancy Kress
- 1991: The Hemingway Hoax door Joe Haldeman
- 1990: The Mountains of Mourning door Lois McMaster Bujold
- 1989: The Last of the Winnebagos door Connie Willis
- 1988: Eye for Eye door Orson Scott Card
- 1987: Gilgamesh in the Outback door Robert Silverberg
- 1986: 24 Views of Mt. Fuji, by Hokusai door Roger Zelazny
- 1985: PRESS ENTER[] door John Varley
- 1984: Cascade Point door Timothy Zahn
- 1983: Souls door Joanna Russ
- 1982: The Saturn Game door Poul Anderson
- 1981: Lost Dorsai door Gordon R. Dickson
- 1980: Enemy Mine door Barry B. Longyear
- 1979: The Persistence of Vision door John Varley
- 1978: Stardance door Spider Robinson and Jeanne Robinson
- 1977: By Any Other Name door Spider Robinson (ex aequo)
- 1977: Houston, Houston, Do You Read? door James Tiptree, Jr. (ex aequo)
- 1976: Home Is the Hangman door Roger Zelazny
- 1975: A Song for Lya door George R.R. Martin
- 1974: The Girl Who Was Plugged In door James Tiptree, Jr.
- 1973: The Word for World is Forest door Ursula K. Le Guin
- 1972: The Queen of Air and Darkness door Poul Anderson
- 1971: Ill Met in Lankhmar door Fritz Leiber
- 1970: Ship of Shadows door Fritz Leiber
- 1969: Nightwings door Robert Silverberg
- 1968: Riders of the Purple Wage door Philip José Farmer (ex aequo)
- 1968: Weyr Search door Anne McCaffrey (ex aequo)

- 1954: A Case of Conscience door James Blish (retroactief toegekend in 2004)
- 1951: The Man Who Sold the Moon door Robert A. Heinlein (retroactief toegekend in 2001)
- 1946: Animal Farm door George Orwell (retroactief toegekend in 1996)

## Categorie beste novelette
- 2023: The Space-Time Painter door Hai Ya
- 2022: Bots of the Lost Ark door Suzanne Palmer
- 2021: Two Truths and a Lie door Sarah Pinsker
- 2020: Emergency Skin door Nora K. Jemisin
- 2019: If at First You Don't Succeed, Try, Try Again door Zen Cho
- 2018: The Secret Life of Bots door Suzanne Palmer
- 2017: The Tomato Thief door Ursula Vernon
- 2016: Folding Beijing door Hao Jingfang
- 2015: De vis in de fles door Thomas Olde Heuvelt
- 2014: The Lady Astronaut of Mars door Mary Robinette Kowal
- 2013: The Girl-Thing Who Went Out for Sushi door Pat Cadigan
- 2012: Six Months, Three Days door Charlie Jane Anders
- 2011: The Emperor of Mars door Allen Steele
- 2010: The Island door Peter Watts
- 2009: Shoggoths in Bloom door Elizabeth Bear
- 2008: The Merchant and the Alchemist's Gate door Ted Chiang
- 2007: The Djinn’s Wife door Ian McDonald
- 2006: Two Hearts door Peter S. Beagle
- 2005: The Faery Handbag door Kelly Link
- 2004: Legions in Time door Michael Swanwick
- 2003: Slow Life door Michael Swanwick
- 2002: Hell Is the Absence of God door Ted Chiang
- 2001: Millennium Babies door Kristine Kathryn Rusch
- 2000: 1016 to 1 door James Patrick Kelly
- 1999: Taklamakan door Bruce Sterling
- 1998: We Will Drink a Fish Together... door Bill Johnson
- 1997: Bicycle Repairman door Bruce Sterling
- 1996: Think Like a Dinosaur door James Patrick Kelly
- 1995: The Martian Child door David Gerrold
- 1994: Georgia on My Mind door Charles Sheffield
- 1993: The Nutcracker Coup door Janet Kagan
- 1992: Gold door Isaac Asimov
- 1991: The Manamouki door Mike Resnick
- 1990: Enter a Soldier. Later: Enter Another door Robert Silverberg
- 1989: Schrödinger's Kitten door George Alec Effinger
- 1988: Buffalo Gals, Won't You Come Out Tonight door Ursula K. Le Guin
- 1987: Permafrost door Roger Zelazny
- 1986: Paladin of the Lost Hour door Harlan Ellison
- 1985: Bloodchild door Octavia E. Butler
- 1984: Blood Music door Greg Bear
- 1983: Fire Watch door Connie Willis
- 1982: Unicorn Variation door Roger Zelazny
- 1981: The Cloak and the Staff door Gordon R. Dickson
- 1980: Sandkings door George R.R. Martin
- 1979: Hunter's Moon door Poul Anderson
- 1978: Eyes of Amber door Joan D. Vinge
- 1977: The Bicentennial Man door Isaac Asimov
- 1976: The Borderland of Sol door Larry Niven
- 1975: Adrift Just Off the Islets of Langerhans: Latitude 38° 54' N, Longitude 77° 00' 13" W door Harlan Ellison
- 1974: The Deathbird door Harlan Ellison
- 1973: Goat Song door Poul Anderson
- 1969: The Sharing of Flesh door Poul Anderson
- 1968: Gonna Roll the Bones door Fritz Leiber
- 1967: The Last Castle door Jack Vance
- 1959: The Big Front Yard door Clifford D. Simak
- 1958: The Big Time door Fritz Leiber [?]
- 1956: Exploration Team door Murray Leinster
- 1955: The Darfsteller door Walter M. Miller

- 1954: Earthman, Come Home door James Blish (retroactief toegekend in 2004)
- 1951: The Little Black Bag door C.M. Kornbluth (retroactief toegekend in 2001)
- 1946: First Contact door Murray Leinster (retroactief toegekend in 1996)

## Categorie beste korte verhaal
- 2023: Rabbit Test door Samantha Mills
- 2022: Where Oaken Hearts Do Gather door Sarah Pinsker
- 2021: Metal Like Blood in the Dark door Ursula Vernon
- 2020: As the Last I May Know" door S.L. Huang
- 2019: A Witch's Guide to Escape: A Practical Compendium of Portal Fantasies door Alix E. Harrow
- 2018: Welcome to Your Authentic Indian Experience™ door Rebecca Roanhorse
- 2017: Seasons of Glass and Iron door Amal El-Mohtar
- 2016: Cat Pictures Please door Naomi Kritzer
- 2015: Geen winnaar
- 2014: The Water That Falls on You from Nowhere door John Chu
- 2013: Mono no Aware van Ken Liu
- 2012 The Paper Menagerie door Ken Liu
- 2011 For Want of a Nail door Mary Robinette Kowal
- 2010 Bridesicle door Will McIntosh
- 2009 Exhalation door Ted Chiang
- 2008 Tideline door Elizabeth Bear
- 2007 Impossible Dreams door Tim Pratt
- 2006 Tk'tk'tk door David D. Levine
- 2005 Travels with My Cats door Mike Resnick
- 2004 A Study in Emerald door Neil Gaiman
- 2003 Falling Onto Mars door Geoffrey A. Landis
- 2002 The Dog Said Bow-Wow door Michael Swanwick
- 2001 Different Kinds of Darkness door David Langford
- 2000 Scherzo with Tyrannosaur door Michael Swanwick
- 1999 The Very Pulse of the Machine door Michael Swanwick
- 1998 The 43 Antarean Dynasties door Mike Resnick
- 1997 The Soul Selects Her Own Society Invasion and Repulsion: A Chronological Reinterpretation of Two of Emily Dickinson's Poems: A Wellsian Perspective door Connie Willis
- 1996 The Lincoln Train door Maureen F. McHugh
- 1995 None So Blind door Joe Haldeman
- 1994 Death on the Nile door Connie Willis
- 1993 Even the Queen door Connie Willis
- 1992 A Walk in the Sun door Geoffrey A. Landis
- 1991 Bears Discover Fire door Terry Bisson
- 1990 Boobs door Suzy McKee Charnas
- 1989 irinyaga door Mike Resnick
- 1988 Why I Left Harry's All-Night Hamburgers door Lawrence Watt-Evans
- 1987 Tangents door Greg Bear
- 1986 Fermi and Frost door Frederik Pohl
- 1985 The Crystal Spheres door David Brin
- 1984 Speech Sounds door Octavia E. Butler
- 1983 Melancholy Elephants door Spider Robinson
- 1982 The Pusher door John Varley
- 1981 Grotto of the Dancing Deer door Clifford D. Simak
- 1980 The Way of Cross and Dragon door George R.R. Martin
- 1979 Cassandra door C.J. Cherryh
- 1978 Jeffty Is Five door Harlan Ellison
- 1977 Tricentennial door Joe Haldeman
- 1976 Catch That Zeppelin! door Fritz Leiber
- 1975 The Hole Man door Larry Niven
- 1974 The Ones Who Walk Away from Omelas door Ursula K. Le Guin
- 1973 The Meeting door Frederik Pohl and C.M. Kornbluth
- 1973 Eurema's Dam door R.A. Lafferty
- 1972 Inconstant Moon door Larry Niven
- 1971 Slow Sculpture door Theodore Sturgeon
- 1970 Time Considered as a Helix of Semi-Precious Stones door Samuel R. Delany
- 1969 The Beast that Shouted Love at the Heart of the World door Harlan Ellison
- 1968 I Have No Mouth and I Must Scream door Harlan Ellison
- 1967 Neutron Star door Larry Niven
- 1966 Repent, Harlequin! Said the Ticktockman door Harlan Ellison
- 1965 Soldier, Ask Not door Gordon R. Dickson
- 1964 No Truce With Kings door Poul Anderson
- 1963 The Dragon Masters door Jack Vance
- 1962 Hothouse (in verzamelbundels als: The Long Afternoon of Earth) door Brian Aldiss
- 1961 The Longest Voyage door Poul Anderson
- 1960 Flowers for Algernon door Daniel Keyes
- 1959 That Hell-Bound Train door Robert Bloch
- 1958 Or All the Seas with Oysters door Avram Davidson
- 1956 The Star door Arthur C. Clarke
- 1955 Allamagoosa door Eric Frank Russell

- 1954 The Nine Billion Names of God door Arthur C. Clarke (retroactief in 2004)
- 1951 To Serve Man door Damon Knight (retroactief in 2001)
- 1946 Uncommon Sense door Hal Clement (retroactief in 1996)

## Categorie beste serie
- 2023: Children of Time door Adrian Tchaikovsky
- 2021: Wayward Children door Seanan McGuire
- 2021: The Murderbot Diaries door Martha Wells
- 2020: The Expanse door James S.A. Corey
- 2019: Wayfarers door Becky Chambers
- 2018: World of the Five Gods door Lois McMaster Bujold
- 2017: Vorkosigan Saga door Lois McMaster Bujold

## Categorie beste beeldverhaal
- 2023: Cyberpunk 2077: Big City Dreams door Bartosz Sztybor, Filipe Andrade en Alessio Fioriniello
- 2022: Far Sector door Nora K. Jemisin en Jamal Campbell
- 2021: Parable of the Sower: A Graphic Novel Adaptation door Octavia E. Butler, Damian Duffy en John Jennings
- 2020: LaGuardia door Nnedi Okorafor en Tana Ford
- 2019: Monstress, Volume 3: Haven door Marjorie Liu en Sana Takeda
- 2018: Monstress, Volume 2: The Blood door Marjorie Liu en Sana Takeda
- 2017: Monstress, Volume 1: Awakening door Marjorie Liu en Sana Takeda
- 2016: The Absolute Sandman: Overture door Neil Gaiman en J. H. Williams III
- 2015: Ms. Marvel, Volume 1: No Normal door G. Willow Wilson en Adrian Alphona
- 2014: Time door Randall Munroe
- 2013: Saga, Volume 1 door Brian K. Vaughan en Fiona Staples
- 2012: Digger door Ursula Vernon
- 2011: Girl Genius, Volume 10: Agatha Heterodyne and the Guardian Muse door Kaja Foglio en Phil Foglio
- 2010: Girl Genius, Volume 9: Agatha Heterodyne and the Heirs of the Storm door Kaja Foglio en Phil Foglio
- 2009: Girl Genius, Volume 8: Agatha Heterodyne and the Chapel of Bones door Kaja Foglio en Phil Foglio